# 拉戈桑托
拉戈桑托（義大利語：Lagosanto），是意大利费拉拉省的一个市镇。总面积34平方公里，人口4846人，人口密度142.5人/平方公里（2009年）。ISTAT代码为038011。